# Earl of Southampton
Earl of Southampton war ein erblicher britischer Adelstitel, der dreimal in der Peerage of England verliehen wurde.

## Verleihungen und Geschichte des Titels
Der Titel wurde erstmals am 18. Oktober 1537 von König Heinrich VIII. seinem Vertrauten und Chancellor of the Duchy of Lancaster Sir William Fitzwilliam verliehen. Da dieser keine Kinder hinterließ, erlosch der Titel bei dessen Tod am 15. Oktober 1542.
In zweiter Verleihung wurde der Titel am 16. Februar 1547 für Lordkanzler Thomas Wriothesley, 1. Baron Wriothesley neu geschaffen, dem der kurz zuvor verstorbene König Heinrich VIII. bereits am 1. Januar 1544 den fortan nachgeordneten Titel Baron Wriothesley verliehen hatte. Dessen Enkel, dem 3. Earl, wurden seine Titel 1601 wegen Verschwörung gegen Königin Elisabeth I. aberkannt. Nach Elisabeths Tod wurde er 1603 begnadigt und erhielt die Titel zurück. Dessen Sohn, der 4. Earl of Southampton, erbte aufgrund einer besonderen Erbregelung 1653 von seinem Schwiegervater Francis Leigh, 1. Earl of Chichester auch den Titel 2. Earl of Chichester. Da der 4. Earl of Southampton keine Söhne hinterließ, erloschen alle drei Titel erloschen bei dessen Tod am 16. Mai 1667.
In dritter Verleihung wurde der Titel am 3. August 1670 von König Karls II. für seine Mätresse Barbara Palmer (geborene Villiers) geschaffen. Zusammen mit dem Earldom wurden ihr der übergeordnete Titel Duchess of Cleveland und der nachgeordnete Titel Baroness Nonsuch verliehen. Alle drei Titel wurden ihr mit dem besonderen Zusatz verliehen, dass sie auch an ihren gemeinsamen unehelichen Sohn Charles FitzRoy vererbbar seien. Als dieser sie bei ihrem Tod 1709 beerbte, war er bereits am 10. September 1675 zum Duke of Southampton, Earl of Chichester und Baron Newbury erhoben worden. Die Titel erloschen beim Tod seines Sohnes, des 3. Dukes of Cleveland, am 18. Mai 1774.

## Liste der Earls of Southampton

### Earls of Southampton, erste Verleihung (1537)
- William Fitzwilliam, 1. Earl of Southampton (um 1490–1542)

### Earls of Southampton, zweite Verleihung (1547)
- Thomas Wriothesley, 1. Earl of Southampton (1505–1550)
- Henry Wriothesley, 2. Earl of Southampton (1545–1581)
- Henry Wriothesley, 3. Earl of Southampton (1573–1624) (Titel verwirkt 1601; Titel wiederhergestellt 1603)
- Thomas Wriothesley, 4. Earl of Southampton, 2. Earl of Chichester (1607–1667)

### Earls of Southampton, dritte Verleihung (1670)
- Barbara Palmer, 1. Duchess of Cleveland, 1. Countess of Southampton (1640–1709)
- Charles FitzRoy, 2. Duke of Cleveland, 1. Duke of Southampton, 2. Earl of Southampton (1662–1730)
- William FitzRoy, 3. Duke of Cleveland, 2. Duke of Southampton, 3. Earl of Southampton (1698–1774)